# 31e cérémonie des Golden Globes
La 31e cérémonie des Golden Globes a eu lieu le 28 janvier 1974, récompensant les films et séries diffusés en 1973 et les professionnels s'étant distingués cette année-là.

## Palmarès
Les lauréats sont indiqués ci-dessous en premier de chaque catégorie et en caractères gras.

### Cinéma

#### Meilleur film dramatique
- L'Exorciste (The Exorcist)
  - Permission d'aimer (Cinderella Liberty)
  - Chacal (The Day of the Jackal)
  - Sauvez le tigre (Save the Tiger)
  - Serpico
  - Le Dernier Tango à Paris (Ultimo tango a Parigi)

#### Meilleur film musical ou comédie
- American Graffiti
  - Jesus Christ Superstar
  - La Barbe à papa (Paper Moon)
  - Tom Sawyer
  - Une maîtresse dans les bras, une femme sur le dos (A Touch of Class)

#### Meilleur réalisateur
- William Friedkin pour L'Exorciste (The Exorcist)
  - George Lucas pour American Graffiti
  - Fred Zinnemann pour Chacal (The Day of the Jackal)
  - Peter Bogdanovich pour La Barbe à papa (Paper Moon)
  - Bernardo Bertolucci pour Le Dernier Tango à Paris (Ultimo tango a Parigi)

#### Meilleur acteur dans un film dramatique
- Al Pacino pour le rôle de Frank Serpico dans Serpico
  - Robert Blake pour le rôle de John Wintergreen dans Electra Glide in Blue
  - Jack Nicholson pour le rôle de SM1 Billy 'Bad Ass' Buddusky dans La Dernière Corvée (The Last Detail)
  - Steve McQueen pour le rôle d'Henri Charriere dit 'Papillon' dans Papillon
  - Jack Lemmon pour le rôle de Harry Stoner dans Sauvez le tigre (Save the Tiger)

#### Meilleure actrice dans un film dramatique
- Marsha Mason pour le rôle de Maggie Paul dans Permission d'aimer (Cinderella Liberty)
  - Elizabeth Taylor pour le rôle de Barbara Sawyer dans Les Noces de cendre (Ash Wednesday)
  - Ellen Burstyn pour le rôle de Chris MacNeil dans L'Exorciste (The Exorcist)
  - Joanne Woodward pour le rôle de Rita Walden dans Summer Wishes, Winter Dreams
  - Barbra Streisand pour le rôle de Katie Morosky dans Nos plus belles années (The Way We Were)

#### Meilleur acteur dans un film musical ou une comédie
- George Segal pour le rôle de Steven 'Steve' Blackburn dans Une maîtresse dans les bras, une femme sur le dos (A Touch of Class)
  - Richard Dreyfuss pour le rôle de Curt Henderson dans American Graffiti
  - Carl Anderson pour le rôle de Judas Iscariote dans Jesus Christ Superstar
  - Ted Neeley pour le rôle de Jésus dans Jesus Christ Superstar
  - Ryan O'Neal pour le rôle de Moses Pray dans La Barbe à papa (Paper Moon)

#### Meilleure actrice dans un film musical ou une comédie
- Glenda Jackson pour le rôle de Vicki Allessio dans Une maîtresse dans les bras, une femme sur le dos (A Touch of Class)
  - Liv Ullmann pour le rôle d'Ann Stanley dans 40 Carats
  - Cloris Leachman pour le rôle de Nettie Appleby dans Charley et l'Ange (Charley and the Angel)
  - Yvonne Elliman pour le rôle de Marie dans Jesus Christ Superstar
  - Tatum O'Neal pour le rôle d'Addie Loggins dans La Barbe à papa (Paper Moon)

#### Meilleur acteur dans un second rôle
- John Houseman pour le rôle de Charles W. Kingsfield Jr. dans La Chasse aux diplômes (The Paper Chase)
  - Max von Sydow pour le rôle du père Lankester Merrin dans L'Exorciste (The Exorcist)
  - Randy Quaid pour le rôle de Marin Larry Meadows dans La Dernière Corvée (The Last Detail)
  - Jack Gilford pour le rôle de Phil Greene dans Sauvez le tigre (Save the Tiger)
  - Martin Balsam pour le rôle de Harry Walden dans Summer Wishes, Winter Dreams

#### Meilleure actrice dans un second rôle
- Linda Blair pour le rôle de Regan Theresa MacNeil dans L'Exorciste (The Exorcist)
  - Kate Reid pour le rôle de Claire dans A Delicate Balance
  - Valentina Cortese pour le rôle de Séverine dans La Nuit américaine
  - Madeline Kahn pour le rôle de Trixie Delight dans La Barbe à papa (Paper Moon)
  - Sylvia Sidney pour le rôle de Mrs. Pritchett dans Summer Wishes, Winter Dreams

#### Meilleur scénario
- L'Exorciste (The Exorcist) – William Peter Blatty
  - Permission d'aimer (Cinderella Liberty) – Darryl Ponicsan
  - Chacal (The Day of the Jackal) – Kenneth Ross
  - L'Arnaque – David S. Ward
  - Une maîtresse dans les bras, une femme sur le dos (A Touch of Class) – Melvin Frank et Jack Rose

#### Meilleure chanson originale
- "The Way We Were" interprétée par Barbra Streisand – Nos plus belles années (The Way We Were)
  - "Lonely Looking Sky" interprétée par Neil Diamond – Jonathan Livingston goéland (Jonathan Livingston Seagull)
  - "Breezy's Song" interprétée par Anne Murray – Breezy
  - "Rosa" interprétée par Yehoram Gaon – Kazablan
  - "Send a Little Love My Way" interprétée par Anne Murray – L'Or noir de l'Oklahoma (Oklahoma Crude)
  - "All That Love Went to Waste" interprétée par Madeline Bell – Une maîtresse dans les bras, une femme sur le dos (A Touch of Class)

#### Meilleure musique de film
- Jonathan Livingston goéland (Jonathan Livingston Seagull) – Neil Diamond
  - Permission d'aimer (Cinderella Liberty) – John Williams
  - Le Jour du dauphin (The Day of the Dolphin) – Georges Delerue
  - Breezy – Michel Legrand
  - Le Meilleur des mondes possible (O Lucky Man!) – Alan Price
  - Tom Sawyer  – John Williams, Richard M. Sherman et Robert B. Sherman

#### Meilleur film étranger
- Le Piéton (Der Fußgänger) •  Allemagne de l'Ouest /  Suisse /  Israël
  - Alfredo, Alfredo (TITREVO) •  France /  Italie
  - La Nuit américaine •  France
  - État de siège •  France
  - Kazablan •  Israël

#### Golden Globe du meilleur documentaire
La Récompense avait déjà été décernée.
- Visions of Eight
  - Love
  - The Movies That Made Us
  - The Second Gun
  - Wattstax

#### Golden Globe de la révélation masculine de l'année
La récompense avait déjà été décernée.
- Paul Le Mat pour le rôle de John Milner dans American Graffiti
  - Kirk Calloway pour le rôle de Doug dans Permission d'aimer (Cinderella Liberty)
  - Carl Anderson pour le rôle de Judas Iscariote dans Jesus Christ Superstar
  - Ted Neeley pour le rôle de Jésus dans Jesus Christ Superstar
  - Robby Benson pour le rôle de Jeremy Jones dans Jeremy

#### Golden Globe de la révélation féminine de l'année
La récompense avait déjà été décernée.
- Tatum O'Neal pour le rôle d'Addie Loggins dans La Barbe à papa (Paper Moon)
  - Kay Lenz pour le rôle d'Edith Alice 'Breezy' Breezerman dans Breezy
  - Michelle Phillips pour le rôle de Billie Frechette dans Dillinger
  - Linda Blair pour le rôle de Regan Theresa MacNeil dans L'Exorciste (The Exorcist)
  - Barbara Sigel dans Time to Run

### Télévision
Note : le symbole « ♕ » rappelle le gagnant de l'année précédente (si nomination).

#### Meilleure série dramatique
- La Famille des collines (The Waltons)
  - Columbo
  - Hawkins
  - Mannix
  - Police Story
  - Cannon

#### Meilleure série musicale ou comique
- All in the Family
  - The Carol Burnett Show
  - The Mary Tyler Moore Show
  - Sanford and Son
  - The Sonny and Cher Comedy Hour

#### Meilleur acteur dans une série dramatique
- James Stewart pour le rôle de Billy Jim Hawkins dans Hawkins
  - Peter Falk pour le rôle du Lieutenant Columbo dans Columbo
  - David Carradine pour le rôle de Kwai Chang Caine dans Kung Fu
  - Mike Connors pour le rôle de Joe Mannix dans Mannix
  - Robert Young pour le rôle du Dr Marcus Welby dans Docteur Marcus Welby (Marcus Welby, M.D.)
  - Richard Thomas pour le rôle de John « Boy » Walton dans La Famille des collines (The Waltons)

#### Meilleure actrice dans une série dramatique
- Lee Remick pour le rôle de Cassie Walters dans The Blue Knight (The Blue Knight)
  - Julie London pour le rôle de Dixie McCall, R.N. dans Emergency!
  - Emily McLaughlin pour le rôle de Jessie Brewer, R.N. dans Hôpital central (General Hospital)
  - Susan Saint James pour le rôle de Sally McMillan dans McMillan (McMillan & Wife)
  - Michael Learned pour le rôle de Olivia « Livie » Walton dans La Famille des collines (The Waltons)

#### Meilleur acteur dans une série musicale ou comique
- Jack Klugman pour le rôle d'Oscar Madison dans The Odd Couple
  - Carroll O'Connor pour le rôle d'Archie Bunker dans All in the Family
  - Alan Alda pour le rôle de Benjamin Pierce dans M*A*S*H
  - Redd Foxx pour le rôle de Fred G. Sanford dans Sanford and Son ♕
  - Dom DeLuise pour le rôle de Stanley Belmont dans Lotsa Luck

#### Meilleure actrice dans une série musicale ou comique
- Cher pour plusieurs personnages dans The Sonny and Cher Comedy Hour
- Jean Stapleton pour le rôle d'Edith Bunker dans All in the Family ♕
  - Carol Burnett pour le rôle de plusieurs personnages dans The Carol Burnett Show
  - Mary Tyler Moore pour le rôle de Mary Richards dans The Mary Tyler Moore Show
  - Beatrice Arthur pour le rôle de Maude Finley dans Maude

#### Meilleur acteur dans un second rôle dans une série, une mini-série ou un téléfilm
- McLean Stevenson pour le rôle de Henry Braymore Blake dans M*A*S*H
  - Rob Reiner pour le rôle de Michael Stivic dans All in the Family
  - Harvey Korman pour le rôle de plusieurs personnages dans The Carol Burnett Show
  - Edward Asner pour le rôle de Lou Grant dans The Mary Tyler Moore Show
  - Strother Martin pour le rôle de R.J. Hawkins dans Hawkins
  - Will Geer pour le rôle de Zebulon Walton dans La Famille des collines (The Waltons)

#### Meilleure actrice dans un second rôle dans une série, une mini-série ou un téléfilm
- Ellen Corby pour le rôle d'Esther Walton dans La Famille des collines (The Waltons)
  - Sally Struthers pour le rôle de Gloria Stivic dans All in the Family
  - Gail Fisher pour le rôle de Peggy Fair dans Mannix
  - Valerie Harper pour le rôle de Rhoda Morgenstern dans The Mary Tyler Moore Show
  - Loretta Swit pour le rôle du Major Margaret « Lèvres en feu » Houlihan dans M*A*S*H

### Cecil B. DeMille Award
- Bette Davis

### Miss Golden Globe
- Linda Meiklejohn

### Henrietta Award
Récompensant un acteur et une actrice.
- Elizabeth Taylor
- Marlon Brando

## Récompenses et nominations multiples

### Nominations multiples

#### Cinéma
7 : L'Exorciste
6 : La Barbe à papa, Jesus Christ Superstar
5 : Permission d'aimer, Une maîtresse dans les bras, une femme sur le dos
4 : American Graffiti
3 : Breezy, Summer Wishes, Winter Dreams, Sauvez le tigre, Chacal
2 : Jonathan Livingston le goéland, La Nuit américaine, Nos plus belles années, Serpico, Sauvez le tigre, La Dernière Corvée, Tom Sawyer, Le Dernier Tango à Paris, Kazablan

#### Personnalités
2 : Elizabeth Taylor, Barbra Streisand, Carl Anderson, Ted Neeley, Tatum O'Neal, Linda Blair, Neil Diamond, John Williams

### Récompenses multiples

#### Cinéma
4 / 7 : L'Exorciste
2 / 4 : American Graffiti
2 / 5 : Une maîtresse dans les bras, une femme sur le dos

### Les grands perdants

#### Cinéma
0 / 6 : Jesus Christ Superstar
1 / 6 : La Barbe à papa